# Sumé (Paraíba)
Sumé é um município brasileiro do estado da Paraíba, localizado no Sertão do Cariri (Ocidental) e na Região Geográfica Imediata de Sumé. É terra natal do compositor José Marcolino.

## História
Antes de ser colonizada, a região onde se assenta o município era povoada pelos índios Sucurus, do povo Cariri. Em sua língua, do tronco macro-jê, Sumé se refere a um "personagem misterioso que pratica o bem e ensina a cultivar a terra", no qual o espírito religioso dos catequizadores que vieram para a região quis identificar São Tomé.
Nos fins do século XVIII, iniciou-se a fixação de colonos procedentes de outras regiões da própria Paraíba e de Pernambuco na zona do Cariri paraibano, os quais foram ali se estabelecendo em novas fazendas de criação de gado. Em 1762, as terras que hoje fazem parte do município de Sumé, pertenciam à fazenda de criação de gado do sargento-mor Manuel Tavares de Lira, genro do capitão-mor Domingos de Faria Castro, fundador de Cabaceiras. São João do Cariri, a mais antiga localidade da zona, foi elevada a sede de freguesia em 1750, e  em 1762, as terras onde hoje se assenta a sede do município de Sumé integravam a fazenda de criação de gado de Manuel Tavares Baía. Monteiro, sede do município do qual seria desmembrado o de Sumé, foi fundada em 1800, e a povoação de São Tomé foi criada em 1903 por Manuel Augusto de Araújo na confluência do rio Sucuru com o riacho São Tomé.
Ainda na divisão administrativa do Brasil, referente ao ano de 1911, o distrito de São Tomé é parte integrante o município de Alagoa do Monteiro, tendo seu nome mudado para Sumé em 1943. O município, contudo, só iria se emancipar politicamente como cidade em 1 de abril de 1951 pela Lei estadual n° 513, de 8 de novembro 1951, durante o governo de José Américo de Almeida. Em sua homenagem, foi dado à principal praça central seu nome. A mesma Lei acima criou, igualmente, a Comarca de Sumé.
As raízes históricas da ascensão de Sumé a município vêm de muito longe, do tempo da revolução de Augusto Santa Cruz, em 1911, que se revoltou contra o tratamento negligente que a administração do município de Monteiro dispensava a seu principal distrito, São Tomé.
O jornalista e escritor Jotabe Medeiros, autor da biografia Belchior: apenas um rapaz latino-americano, é natural do município.

## Geografia
De acordo com o Fundação Instituto Brasileiro de Geografia e Estatística (IBGE), no ano de 2019 a população estimada foi de 16.966 habitantes. Sua área territorial é de 838,070 km².
O município está incluído na área geográfica de abrangência do semiárido brasileiro, definida pelo Ministério da Integração Nacional em 2005.  Esta delimitação tem como critérios o índice pluviométrico, o índice de aridez e o risco de seca.

### Clima
Dados do Departamento de Ciências Atmosféricas, da Universidade Federal de Campina Grande, mostram que Sumé apresenta um clima com média pluviométrica anual de 574,7 mm e temperatura média anual de 23,8 °C.
| Dados climatológicos para Sumé                | Dados climatológicos para Sumé | Dados climatológicos para Sumé | Dados climatológicos para Sumé | Dados climatológicos para Sumé | Dados climatológicos para Sumé | Dados climatológicos para Sumé | Dados climatológicos para Sumé | Dados climatológicos para Sumé | Dados climatológicos para Sumé | Dados climatológicos para Sumé | Dados climatológicos para Sumé | Dados climatológicos para Sumé | Dados climatológicos para Sumé |
| Mês                                           | Jan                            | Fev                            | Mar                            | Abr                            | Mai                            | Jun                            | Jul                            | Ago                            | Set                            | Out                            | Nov                            | Dez                            | Ano                            |
| --------------------------------------------- | ------------------------------ | ------------------------------ | ------------------------------ | ------------------------------ | ------------------------------ | ------------------------------ | ------------------------------ | ------------------------------ | ------------------------------ | ------------------------------ | ------------------------------ | ------------------------------ | ------------------------------ |
| Temperatura máxima média (°C)                 | 32,5                           | 31,8                           | 31,2                           | 30,5                           | 29,3                           | 28,2                           | 28,0                           | 29,3                           | 30,9                           | 32,5                           | 33,2                           | 33,2                           | 30,9                           |
| Temperatura média (°C)                        | 25,1                           | 24,7                           | 24,4                           | 24,1                           | 23,3                           | 22,2                           | 21,8                           | 22,2                           | 23,3                           | 24,4                           | 25,0                           | 25,3                           | 23,8                           |
| Temperatura mínima média (°C)                 | 20,4                           | 20,3                           | 20,2                           | 20,0                           | 19,3                           | 18,3                           | 17,5                           | 17,4                           | 18,5                           | 19,3                           | 20,0                           | 20,4                           | 19,3                           |
| Precipitação (mm)                             | 43,8                           | 77,5                           | 132,9                          | 130,3                          | 58,7                           | 42,4                           | 23,5                           | 9,3                            | 5,1                            | 6,4                            | 11,9                           | 18,2                           | 574,7                          |
| Fonte: Departamento de Ciências Atmosféricas. |                                |                                |                                |                                |                                |                                |                                |                                |                                |                                |                                |                                |                                |

## Educação
O município apresenta a Escola Agrotécnica de Sumé, mantida com fundos exclusivos da Prefeitura Municipal de Sumé. Está situada no bairro Frei Damião, inaugurada em 1998, atendendo ao ensino Fundamental Agrotécnico do 6° ao 9° ano e em 2007 contou com cerca de 300 alunos, nos períodos da manhã e tarde. O seu quadro de docência conta com 22 professores qualificados e tem o apoio de 27 funcionários das mais diversas áreas. A Escola possui unidades de caprinocultura, suinocultura, cunicultura, avicultura, piscicultura, horticultura, fruticultura, grandes culturas, viveiro de mudas, estufa e plantas fitoterápicas, além de criação de animais nativos da fauna nordestina, cuja finalidade é o repovoamento destas espécies nas propriedades rurais.[carece de fontes?]
Destaca-se também o CDSA (Centro de Desenvolvimento Sustentável do Semiárido - Campus Sumé), pertencente a rede de campi da UFCG.[carece de fontes?]

### Cursos
- Unidade Acadêmica de Educação do Campo (UAEDUC)
  - Licenciatura em Ciências Sociais (Noturno) – 50 vagas
  - Licenciatura em Educação do Campo (Integral) – 50 vagas
  - Superior de Tecnologia em Gestão Pública (Noturno) – 50 vagas
- Unidade Acadêmica da Tecnologia do Desenvolvimento (UATEC)
  - Engenharia de Biossistemas (Diurno) – 50 vagas
  - Superior em Tecnologia em Agroecologia (Diurno) – 50 vagas
- Unidade Acadêmica de Engenharia de Produção (UAEP)
  - Engenharia de Produção (Diurno) – 50 vagas
- Unidade Acadêmica de Engenharia de Biotecnologia e Bioprocessos (UAEB)
  - Engenharia de Biotecnologia e Bioprocessos (Diurno) – 50 vagas

Ainda no ensino superior, Sumé conta com a Unicir- Faculdade particular do Cariri, com suas instalações construídas em prédio próprio, a UNICIR tem moderníssimas instalações, amplas salas de aula, biblioteca, laboratórios, auditória e demais dependências administrativas com sistema de climatização, com área total de aproximadamente 100.000,00 m²; área da construção de 8.842,00 m². O projeto arquitetônico da Instituição segue a linha da sustentabilidade ambiental, onde dispomos de um sistema de captação de água pluviais, com cisternas tendo capacidade para 350.000 litros, e ainda um sistema de reuso de água de torneiras e descargas, desse modo temos uma edificação moderna e sustentável, adaptada a realidade da região."
Cursos atuais
- Educação Física
- Direito

## Religião
No aspecto religioso, Sumé é destaque na região do Cariri Paraibano, pela grande devoção dos católicos a Nossa Senhora da Conceição, que é a padroeira da cidade, tendo suas raízes plantadas na antiga e extinta capela datada de 1819, onde os fundadores do município anos mais tarde doariam parte das terras para compor o patrimônio de Nossa Senhora da Conceição. Sumé tem como pároco o Pe. Claudeci Silva Soares, seu antecessor  Haroldo de Andrade Silva, que por sua vez foi o sucessor do Pe. Paulo Roberto de Oliveira, que esteve a frente da paróquia durante 49 anos, entre os anos 1960 e 2009. Entre os movimentos, pastorais e grupos religiosos, destaca-se o grupo Resgate, que conta com um grande número de jovens missionários que trabalham na evangelização do município e de toda a região que compreende a Diocese de Campina Grande, além das missões que realizam em estados vizinhos, como Pernambuco, o Apostolado da Oração, que hoje é o movimento mais antigo da paróquia, fundado em 1924 e tem destacada relevância na região por sua atuação pastoral.[carece de fontes?]
Embora a religião predominante do município de Sumé seja o catolicismo, há uma diversidade de influências protestantes que atuam na evangelização em presídios, cultos ao ar livre e programas em emissoras de rádio. A Assembléia de Deus, por exemplo, possui o maior número de fiéis nesta corrente religiosa, a Igreja Congregacional é a pioneira na cidade, tendo se estabelecido em 1959. Há a presença também das Testemunhas de Jeová.[carece de fontes?]
A Igreja Universal do Reino de Deus possui um pequeno templo na principal avenida da cidade. Outras influências religiosas estão presentes no município, tal como Igreja Batista, Igreja Presbiteriana do Brasil, Cristã do Brasil, Deus é Amor, Espiritismo, Candomblé,  Seicho-no-ie, etc.[carece de fontes?]
A Igreja Assembleia de Deus Novo Viver, pastoreada por Roberto Marques, fica no Bairro da Várzea Redonda na Rua Francisco Braz.[carece de fontes?]

## Administração
Nas eleições de 2004, Sumé elegeu sua primeira prefeita, Niedja Rodrigues de Siqueira, tendo ela posteriormente o seu mandato cassado por unanimidade pelo Tribunal Regional Eleitoral da Paraíba, que determinou a posse imediata do segundo colocado nas eleições daquele ano, que foi Genival Paulino de Sousa, em outubro de 2006. Dois anos depois foi eleito para o seu 4º mandato naquela prefeitura, o médico Francisco Duarte da Silva Neto, governando o município até os dias de hoje.[carece de fontes?]

| Prefeito                                  | Período     |
| Irineu Severo de Macedo                   | 1951 - 1951 |
| José Farias de Braga                      | 1951 - 1955 |
| Newton Leite Rafael                       | 1955 - 1959 |
| José Farias de Braga                      | 1959 - 1963 |
| Newton Leite Rafael                       | 1963 - 1969 |
| Jose Torres Mayer                         | 1969 - 1972 |
| Sebastião Juvino da Silva                 | 1972 - 1973 |
| Newton Leite Rafael                       | 1973 - 1977 |
| Leonardo Guilherme de Oliviera Santos     | 1977 - 1983 |
| Genival Paulino de Souza "Vava"           | 1983 - 1988 |
| Francisco Duarte da Silva Neto "Dr. Neto" | 1989 - 1992 |
| Genival Paulino de Souza " Vava"          | 1993 - 1996 |
| Francisco Duarte da Silva Neto "Dr. Neto" | 1997 - 2000 |
| Francisco Duarte da Silva Neto "Dr. Neto" | 2001 - 2004 |
| Niedja Rodrigues de Siqueira              | 2005 - 2006 |
| Genival Paulino de Souza "Vava"           | 2006 - 2008 |
| Francisco Duarte da Silva Neto "Dr. Neto" | 2009 - 2012 |
| Francisco Duarte da Silva Neto "Dr. Neto" | 2013 - 2016 |
| Eden Duarte Pinto de Sousa                | 2016 - 2019 |
| Eden Duarte Pinto de Sousa                | 2020 - 2024 |